# Kruipwilgrozetgalmug
De kruipwilgrozetgalmug (Rabdophaga jaapi) is een muggensoort uit de familie van de galmuggen (Cecidomyiidae). De wetenschappelijke naam van de soort is voor het eerst geldig gepubliceerd in 1916 door Rübsaamen.